# 青木進々
青木 進々（あおき しんしん、1934年 - 2002年7月31日）は、 グラフィックデザイナー、出版人、社会運動家。
東京出身。グラフィックデザイナーをへて、1984年グリーンピース出版会設立。1980年代後半から全国でアウシュヴィッツ＝ビルケナウ強制収容所の犠牲者らの遺品や写真を展示する「心に刻むアウシュヴィッツ展」を計110回開催。1988年ポーランド文化芸術功労賞受賞。1998年、パルチザン・元囚人らのオシフィエンチム受難記念保護委員会よりゴールドメダル受賞。2000年に栃木県塩谷町でアウシュヴィッツ平和博物館を開き館長。しかし地権者の土地売却のため立ち退き。がんを宣告されながら福島県白河市での再建を目指していた。2002年7月31日、食道癌のため死去。

## 著書
- 『アウシュヴィッツとその背景』グリーンピース出版会ブックレット 1990
- 『アウシュヴィッツの子どもたち』グリーンピース出版会 2000

ほか。
青木進々没後の回顧書
- 『青木進々　アウシュヴィッツを伝える一篇の詩』山田正行,田中賢作編 同時代社 2013

### 翻訳
- イヴァニツカ・カタジナ,ドバス・マレク編『子どもの目に映った戦争 第二次世界大戦ポーランド』グリーンピース出版会 1987
- 国立オシフィエンチム・ブジェジンカ博物館・グリーンピース出版会編集『アウシュヴィッツ収容所　写真ドキュメント』ボグスワフ・ピンドゥル共訳  グリーンピース出版会 1991

## 注
1. 1 2  『現代物故者事典2000～2002』（日外アソシエーツ、2003年）p.4
2. ↑  『アウシュビッツの子どもたち』著者紹介
3. ↑  青木進々氏死去 アウシュビッツ平和博物館館長 - 47news、2002年8月1日